# 朱桓
朱 桓（しゅ かん）は、中国後漢末から三国時代にかけての武将。呉に仕えた。字は休穆。揚州呉郡呉県の人。朱異の父。従弟は朱拠。『元和姓纂』巻二によれば前漢の朱買臣の一族であるという。

## 生涯
孫権が将軍となったとき、その幕府の側仕えとしてとりたてられた。のち、余姚県令となった。県において疫病と飢饉が蔓延し、食品の物価も高騰していたため、有能な役人を選抜して民の病気の治療や施しを行ったため、士や民の信望を集めた。
盪寇校尉となり、2000の兵士を与えられ、呉郡と会稽郡において軍隊の編成を任された。1年ほどでばらばらになっていた兵士を集め1万の兵を得た。丹陽郡や鄱陽郡の山越の不服従民が反乱を起こし、徒党を組んで街の略奪や地方官の殺害を始めたが、部将を指揮してあっというまに平定した。裨将軍・新城亭侯となった。
それからのち、呂蒙が建てた濡須塢を引き継ぎ、周泰の後を継いで濡須の督となった。黄武2年（223年）3月、朱桓は1万の兵を率いて濡須城の防備にあたり、濡須口に数万の兵を率いて侵攻した魏の曹仁と対戦した。曹仁は兵を分散させさらに羡渓を攻撃すると喧伝した。これは朱桓の兵力を分散させ実際には全兵力で濡須口を攻撃しようという作戦であった。朱桓はこの計略に嵌り自らは濡須城に残り半分の兵を分けて一隊を羡渓に派遣した。曹仁は自らは後方で総指揮を執り、子の曹泰に濡須城を攻撃させ、将軍の常雕に諸葛虔・王双らを指揮させて複数路から船に乗り朱桓軍の家族らがいる中洲を攻撃させた。手元に5000ほどの兵しか残らない劣勢の状態での会戦を余儀なくされるが、朱桓は「戦というものは兵力ではなく指揮官の質によって勝敗が決まるものだ。俺と曹丕では俺の方が遥かに優れているし、まして曹丕の部将の曹仁など問題にならない。それに曹仁の軍は遠征で疲弊しているし、地の利を得ているのはこちらの方だ」などと言って兵を叱咤激励すると、軍旗や陣太鼓の鳴り物を潜めさせ城の防御が実際よりもさらに弱くなっていると見せかけ曹仁の軍を誘い込んだ。朱桓は駱統・厳圭らの諸軍に命じて常雕軍の軍船を拿捕させ、さらにそれとは別に常雕に直接攻撃をかけさせた。朱桓自らは濡須城攻めをしていた曹泰を撃ち破り、火攻めを以ってこれを撃退させた。別働隊は舟で中洲の攻撃をしてきた常雕を戦死させ、曹仁軍の損害は千人以上に上った。曹仁を敗退させ、朱桓はそのまま追撃を続け、数千人以上を斬った。朱桓は常雕の首と捕虜にした王双を武昌に送った。孫権は喜び、朱桓を嘉興侯に封じ、奮威将軍に昇進させると共に、彭城の相に任命した。
黄武7年（228年）8月、孫権は鄱陽太守の周魴を使い魏の大司馬曹休を計略で誘いだすことに成功し、曹休は騙されたことに気づいたが、10万の兵を率いていたためそのまま石亭において決戦となった。このとき朱桓は陸遜の指揮の下、3万の兵を率いて軍の左翼を担い（右翼は全琮、陸遜伝）、曹休を大いに破った（石亭の戦い）。朱桓はこのとき、曹休を皇族というだけで将軍になった人物と侮り、曹休を生け捕るため、1万の兵を用いて退路を断つことを進言したが、孫権と事前に相談した作戦の実行を優先した陸遜には容れられなかった。
黄龍元年（229年）、前将軍・青州牧に任じられ、仮節を授けられた。
嘉禾6年（237年）、魏の廬江郡の主薄の呂習が偽の投降を持ちかけ、呉軍をおびき出そうとし、朱桓は全琮と共に身柄受け取りのため侵攻したが、計略に気づいたため撤退した。魏の廬江太守の李鷹は追撃をかけようとしたが、軍中に朱桓の節蓋と軍旗があるのを見つけたため、朱桓の武勇を恐れ軍を動かすことがとうとうできなかった。朱桓が後方にあるのを見ると、最後まで兵を動かす決心がつかなかった。
孫権は全琮と朱桓の元に偏将軍の胡綜を送り、詔勅を授けて特別に軍事に参加させていた。あるとき、全琮と朱桓との間で作戦を巡って言い争いとなった。これは、朱桓は負けず嫌いで、他人から命令を受けることを恥としていたからである。全琮は弁解しようとして孫権自ら胡綜を督としその胡綜が指示を言い出したのだと言ったため、朱桓の怒りは胡綜に向けられた。
朱桓は胡綜の陣に赴くと、そのまま乗り込んで斬り殺そうとしたため、側近の一人が胡綜に知らせにいき避難させた。朱桓は胡綜を見つけることが出来なかったため、胡綜を助けた側近を斬り殺し、それを諫めた副官を刺殺した。朱桓は病気になったということで、建業に戻され治療にあたることになったが、孫権は朱桓のこれまでの功績と能力を惜しんで、その罪を問わなかった。子の朱異に軍を率いさせ、朱桓の元には医者を送り、回復後は再び中洲に戻した。孫権は濡須城に復帰する朱桓にじきじきに声を掛け、朱桓は孫権の髭を撫でることを所望したと伝わる。
赤烏元年（238年）、62歳で病死した。朱桓が死去したとき、配下の兵士の多くが嘆き悲しんだと言われている。家に余財がなかったため、孫権は葬儀のため塩5千石を下賜した。子の朱異が跡を継いだ。
陳寿は朱桓を思いあがって偏狭なところもあるとしつつも、勇敢で武勲を挙げた人物と評している。

## 人物
朱桓は過ちを認めず、人の下につくことを嫌う性格であったが、配下に対しては優しく接し、恩賞が足りないときは自身の財産を分与するなど、部下想いの人物であったという。また、血縁の者達を厚く援助した。朱桓には一万人の私兵がいたが、記憶力に強く、彼らと彼らの家族の顔と名前を覚えていた。

## 朱桓と落頭民（飛頭蛮）
『捜神記』には、朱桓の下女（原文は婢女）が落頭民という南方に住む妖怪だったとの逸話が掲載されている。
朱桓は一人の下女を雇ったが、その女は夜眠ると首だけが離れ、耳を翼にして宙を飛び、犬潜り、あるいは窓から外へと出てゆく。そして翌朝には元へ戻った。
そばへ寝ていた者がこれを怪しく思い夜中に女を照らして見ると、そこには頭の無い胴体があった。体はやや冷たく、呼吸もあまりできていない。
胴へ衾を被せたところ、明け方戻った首は胴へと戻ることができず、力尽き幾度か地へと落ちた。息も荒くなり、死んでしまいそうになった為、その者は慌てて衾をどけてやった。すると首はまた元の胴へと戻る事ができたのだった。
この様なことが続いた為、主人の朱桓は女を畏れ暇を出したのであるが、聞けばそれは落頭民という部族が持つ天性の特徴であった。
また、南征に赴いた大将達は度々落頭民を得ることがあった。ある者は首のない胴へ銅盤を被せたが、落頭民の首は胴へ戻る事が出来ず、ついには死んでしまったという。

## 三国志演義
小説『三国志演義』では、呉の若手の武将の一人として登場する（27歳としているが、正史の生年とは異なる）。孫策の死後、孫権に招かれた。夷陵の戦いの隙を付いて魏が呉に侵攻してきたときに、濡須口の戦いで曹仁らに大勝した。石亭の戦いでは全琮と共に陸遜軍の左右都督となり、曹休軍に大勝して張普を討ち取った。